# Lago Gento

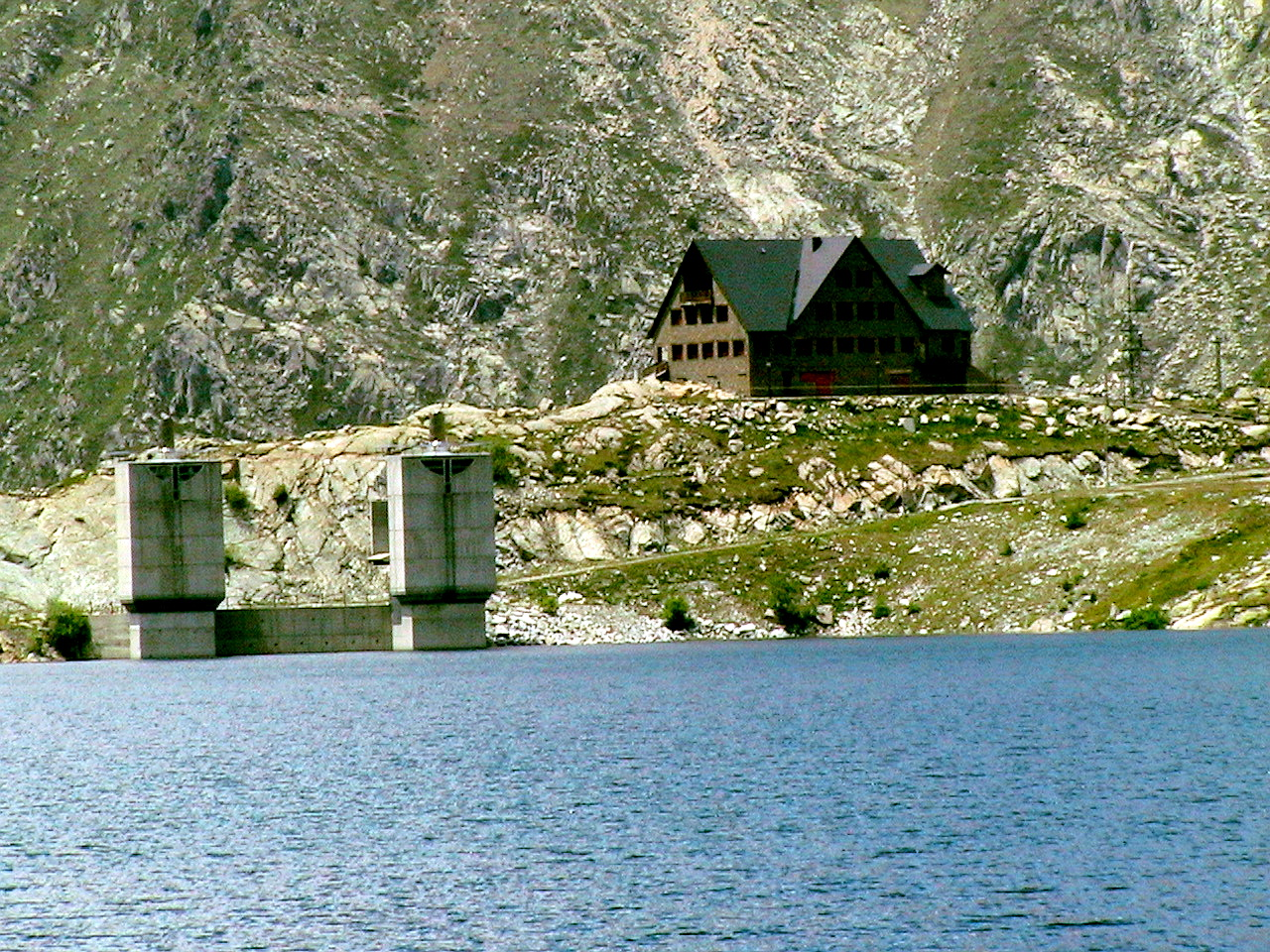
Vista del refugio del Lago Gento.

El lago Gento (en catalán estany Gento) es un lago de origen glacial situado en los Pirineos de la provincia de Lérida (España), a 2140 m s. n. m. sobre el nivel del mar, en la cuenca del río Ebro, subcuenca del río Flamisell. 
Ostenta el segundo puesto en el escalafón de descenso de temperatura en España, con 32°C bajo cero alcanzados el 2 de febrero de 1956. El lago Gento tiene una profundidad de 15 metros y una capacidad de 24 ha.
Su número de código en el "Estudio de las zonas húmedas de la España peninsular, inventario y tipificación" es el 0181230.